# Deep Snow Valley
Das Deep Snow Valley (englisch für Tiefschneetal) ist ein Tal auf der Ross-Insel in der Antarktis. Es liegt 2,5 km landeinwärts des Kap Barne inmitten des Barne-Gletschers nahe dem Turret Cone. Es stellt einen Zugang von der Küste der Insel zu den unteren Ausläufern des Mount Erebus dar.
Die deskriptive Benennung des Tals nahmen Teilnehmer der Nimrod-Expedition (1907–1909) des britischen Polarforschers Ernest Shackleton vor.